# Владислав Желенський (композитор)
Владислав Желенський (Владислав Маркіян Микола Желенський, пол. Władysław Marcjan Mikołaj Żeleński; нар. 6 липня 1837, Ґродковиці — 23 лютого 1921, Краків) — польський композитор і піаніст, педагог, доктор філософії (1862). Засновник і перший директор Консерваторії музичного товариства в Кракові (нині Музична академія). 

## Життєпис
Владислав Желенський походив від шляхетського польського роду Желенських (пол. Żeleńskich) герба Цьолек, що оселилися 1680 року в маєтку Ґродковиці біля Кракова. Батько, Маркіян Желенський (1804—1846), захоплювався музикою, грав на фортепіано, писав власні композиції. Він брав участь у Листопадовому повстанні й 1833 року одружився з Камілою Руссоцькою, матір′ю майбутнього композитора. У подружжя народилось п′ятеро дітей, Владислав — друга дитина. 23 лютого 1846 року під час Галицького повстання на родинний маєток Желенських було скоєно озброєний напад селян, будинок пограбували, а батька вбили. Мати з дітьми змушена була переїхати до Кракова.
1850—1857 рр. Владислав Желенський навчався в Краківській гімназії святої Анни (відомий як Колеґіум Новодворського, нині Перший загальноосвітній ліцей імені Бартоломея Новодворського в Кракові). Також вчився грати на фортепіано в майстра Казимира Войцеховського, а від 1854 року займався у відомого польського педагога Яна Ґермаша. Музичну композицію вивчав у польського композитора Францішека Мірецького. У двадцять років Владислав Желенський створив твори для двох струнних квартетів, написав фортепіанне тріо й увертюру для оркестру, яку особисто виконував на концерті 29 липня 1857 року в Кракові.
1857 року за вказівкою матері, Владислав вступив на філософський факультет Ягеллонського університету, згодом продовжив навчання в Карлів університеті в Празі й 1862 року отримав звання доктора філософії.
У Празі Владислав Желенський продовжував займатися музикою, а саме брав уроки гри на фортепіано в німецького піаніста-вітруоза Олександра Дрейшка (1859). Згодом розпочав навчання контрапункту й захопився грою на органі під керівництвом чеського композитора Джозефа Крейчі.
Від кінця 1866 року навчався в Паризькій Консерваторії у Наполеона Анрі Ребера, працював над оперою «Dziwożona». 1868—1870 років закінчив приватний курс у композитора Бертольда Дамського.  
1870 року Владислав Желенський повернувся до Польщі. 30 січня 1871 року відбувся його концерт у Кракові. Згодом він переїхав до Варшави, де після смерті Станіслава Монюшка очолив клас гармонії та контрапункту Варшавської консерваторії. Від 1878 року до 1882 рр. — директор Варшавського музичного товариства. 1880 року повернувся до Кракова. За сприяння Владислава Желенського було засновано Консерваторію музичного товариства при Музичній школі музики в Кракові, яку він очолив. Одним із відомих учнів Владислава Желенського був польський піаніст і композитор Зиґмуд Стойовський.
1913 року з нагоди 75 річниці від дня народження Владислав Желенський став Почесним громадянином міста Кракова.
23 лютого 1921 року Владислав Желенський помер у Кракові. Похований на Раковицькому цвинтарі в родинній усипальні.

## Родина
1872 року Владислав Желенський одружився з Вандою Грабовською (1841—1904), з якою мав трьох синів: 
- Станіслав Желенський — архітектор;
- Тадеуш Бой-Желенський — перекладач, письменник, лікар за фахом
- Едвард Желенський — співробітник банку[4].

Після смерті першої дружини одружився 1907 року з Теклою Симонович (1838-1935).

## Творчість
Владислав Желенський — один із представників неоромантизму польської музики, після Станіслава Монюшка. Автор оркестрової та камерної музики.
На його творчий стиль вплинула музика Мендельсона й Шумана, а згодом твори Монюшка й Сметани. Владислав Желенський високо оцінював творчість Глюка йШопена. У 1880-і роки ідеальною стала для нього музика Брамса, захоплювався композиціями Дворжака, Чайковського й Вагнера. Вагомий вплив на творчість композитора мала народна музика.
Владислав Желенський автор чотирьох опер:
- «Конрад Валленрод» (пол. Konrad Wallenrod) — за однойменним твором Адама Міцкевича,1885
- «Балладина» (пол. Goplana) — драматичний твір Юліуша Словацького, 1886—1891
- «Янек» (пол. Janek) — опера у двох діях, 1891—1900
- «Стара Казка» (пол. Stara baśń) — опера в 4 актах (1905—1906).

Написав дві оркестрові увертюри: «У Татрах» (пол. W Tatrach, 1868—1870) і «Відлуння лісове» (пол. Echa leśne). Автор двох симфоній, двох струнних квартетів E-dur й F-dur, романсу для скрипки й фортепіано та багато інших.
На жаль, більшість музичних композицій Владислава Желенського не збереглись.

## Нагороди
- Кавалер Ордена Франца Йосифа – Австро-Угорщина (1898)[11]

## Ушанування пам′яті
- Художник Яцек Мальчевський за життя композитора 1901 року написав картину «Портрет Владислава Желенського з музою» (1901). Зберігається в Національному музеї Варшави.
- Відбудовано будинок сім′ї Желенських у Ґродковіце[12], на території маєтку розміщено родинний склеп.
- 25 жовтня 1997 року встановлено пам′ятну дошку до 160-річчя від дня народження композитора на будинку в Ґродковіце.